# Pogonatum gardneri
Pogonatum gardneri là một loài Rêu trong họ Polytrichaceae. Loài này được (Müll. Hal.) Mitt. miêu tả khoa học đầu tiên năm 1864.